# Juan Carlos Delpino
Juan Carlos Delpino Boscán (8 de octubre de 1959, Baruta, Estado Miranda), abogado de profesión, fue uno de los cinco rectores del Consejo Nacional Electoral de Venezuela. Está en la clandestinidad actualmente, tras no haber aparecido para dar los resultados de las elecciones presidenciales, según diversas fuentes.
Fue Presidente del Fondo de Inversiones de Venezuela durante el segundo gobierno de Carlos Andrés Pérez.
Fue rector suplente en 2020 y nombrado después rector formal el año 2023 por la Asamblea Nacional.

## Rector Principal
El 24 de agosto  de 2023 la AN-2020 designa a los cinco nuevos rectores principales del Consejo Nacional Electoral y a sus diez suplentes. Entre ellos Juan Carlos Delpino quien en 2020 la Sala Constitucional del Tribunal Supremo de Justicia (TSJ) lo designó rector suplente tras la renuncia de un rector del CNE, se le asocia a Acción Democrática, uno de los principales partidos de oposición.
El rector Juan Carlos Delpino denunció varias irregularidades el 11 de junio de 2024, la decisión de rechazar la invitación de la Unión Europea como observador la tomó solo el presidente del cuerpo Elvis Amoroso sin la participación de los otros miembros por lo tanto es absolutamente nula por incompetencia. Delpino también señaló que dentro del CNE se han erigido “censores” y mencionó al secretario Alejandro Meneses, a quien atribuye la decisión de inhabilitar a la líder opositora María Corina Machado por 15 años.
Delpino ha criticado "censores internos" en el CNE y la unilateralidad en la toma de decisiones del organismo por parte de su presidente, Elvis Amoroso. También ha condenado los arrestos arbitrarios a dirigentes políticos durante la campaña electoral.En la clandestinidad, asegura de que no hay pruebas de que ganara las elecciones Nicolás Maduro.
El 26 de agosto de 2024 el Rector Juan Carlos Delpino rompió el silencio desde la clandestinidad, el rector publicó un comunicado en el que enumera irregularidades que lo llevaron a "una pérdida de confianza en la integridad del proceso y en los resultados anunciados". denunció que ‘’no hay transparencia ni veracidad en los resultados anunciados’’ con un comunicado y una entrevista a The New York Times tras casi un mes del proceso comicial desde la clandestinidad donde manifestó que no existen pruebas de que Maduro ganara. “Las 2 claves textuales del comunicado de Delpino: 1. “Tomé la decisión no subir a la sala de totalizaciones”. 2. “Carezco de la evidencia que respalda los resultados anunciados”. LA PREGUNTA: ¿Por qué tomó la decisión de no tener evidencia alguna? LA TEORÍA: La carga de la prueba recae sobre quien anuncia fraude”, comentó. En otra entrevista con The New York Times contó que aceptó el llamado del CNE porque creía firmemente que la “vía electoral” era la mejor salida para el país.  “Avergonzado”, Delpino también pidió “perdón al pueblo venezolano, porque todo el plan que se tejió, no se logró”. Juan Carlos Delpino, durante una entrevista aseguró al diario The New York Times que el organismo “le falló al país” al proclamar al presidente Nicolás Maduro vencedor en las elecciones del 28 de julio pues, acusó que no hay evidencia de que el presidente realmente ganara los comicios. Delpino explicó que el día 28 de julio a las 7:00 pm lo citan a una reunión técnica en la sala de totalización comunicándole que ha ocurrido un hackeo al sistema durante la transmisión que cuenta con el 58% de votos, Delpino se niega a subir a la sala de totalización por que no es lo que tradicionalmente se hace a la vez que recibía información del desalojo de testigos de los centros de votación y de otros testigos que no contaban con las actas de sus mesas en las manos o que en algunos centros no transmitían el código QR, a las 9:00 pm, se comunica con representantes tanto de la oposición como del oficialismo informando la situación presentada, por el que se aseveraba que afecto gravemente la trasmisión de los resultados, este evento impidio la trasmisión del primer boletín y decide retirarse a su casa pasada las 11:00 de la noche.

## Comunicado
Comunicado a la opinión públiaca 
 Quien suscribe Juan Carlos Delpino Boscan rector principal del Consejo Nacional Electoral (CNE) explica en este comunicado las irregularidades ocurridas durante el proceso electoral del 28 de julio de 2024 ...
 Tras el cierre de las mesas de votación, se evidenció un incumplimiento de normas y reglamentos esenciales, cuando se reportaron incidentes de desalojo de testigos de la oposición durante el cierre de mesas, lo que constituyó una violación directa a los principios de equidad y de inobservancia de los derechos de los electores a tener acceso a las actas de votación, comprometiendo la legitimidad de proceso a esos centros de votación.  
Según protocolos, la transmisión de resultados debía hacerse inmediatamente al cierre de las mesas. Sin embargo, fue en ese periodo la transmisión fue interrumpida por una hora, lo que fue justificado por un presunto hackeo, habiendo silencio y una demora no explicada...